# Classical Association
The Classical Association ist eine 1903 gegründete britische Organisation mit dem Ziel, die Entwicklung der Studien auf dem Gebiet der Klassischen Altertumswissenschaften zu fördern und zu bewahren.
Die Vereinigung mit Sitz in Rickmansworth steht allen offen, vom Schüler bis zum Universitätsprofessor. Die größte britische Vereinigung auf dem Gebiet der Altertumswissenschaften ist durch regionale und lokale Netzwerke in ganz Großbritannien vertreten und organisiert Veranstaltungen von Schulwettbewerben bis zum großen alljährlichen Kongress mit wissenschaftlichem Programm.
Darüber hinaus ist sie Herausgeberin dreier hochangesehener wissenschaftlicher Zeitschriften: Greece & Rome mit einem Supplementheft New Surveys in the Classics, The Classical Quarterly und Classical Review.
Die Gesellschaft ist Gründungsmitglied der Dachorganisation Fédération Internationale des Associations d’Études Classiques.